# TT260
TT260 (Theban Tomb 260) è la sigla che identifica una delle Tombe dei Nobili ubicate nell'area della cosiddetta Necropoli Tebana, sulla sponda occidentale del Nilo dinanzi alla città di Luxor, in Egitto. Destinata a sepolture di nobili e funzionari connessi alle case regnanti, specie del Nuovo Regno, l'area venne sfruttata, come necropoli, fin dall'Antico Regno e, successivamente, sino al periodo Saitico (con la XXVI dinastia) e Tolemaico.

## Titolare
TT260 era la tomba di:
| Titolare | Titolo                                                          | Necropoli       | Dinastia/Periodo                 | Note |
| -------- | --------------------------------------------------------------- | --------------- | -------------------------------- | ---- |
| User     | Pesatore di Amon (?); Supervisore delle terre arate di Amon (?) | Dra Abu el-Naga | XVIII dinastia (Thutmosi III ?); |      |

## Biografia
Unica notizia biografica, ricavabile da un cono funerario, il nome della moglie: Nubemweset.

## La tomba
Costituita da un'unica sala rettangolare, presenta sulle pareti: (1 in planimetria) su due registri, una fanciulla che prepara un letto e una fanciulla, con due aiutanti, che sistema cuscini su un sedile; su altra parete (2) un prete in offertorio al defunto, alla moglie e a una piccola fanciulla (forse la figlia, ma non ne è indicata l'identità); su tre registri sovrapposti, scene del corteo funebre verso la Dea dell'Occidente Mertseger) e del Pellegrinaggio ad Abido. Il sarcofago trainato con scrigni e alcuni mimi; in una scena minore, buoi che arano un campo, un liutista e una suonatrice di nacchere, alcune fanciulle in atto di offertorio e i resti di scene di preparazione dei cibi. Sulla parete opposta (3) scene di banchetto in presenza del defunto e della moglie, inclusa una fanciulla con un'arpa da spalla e i resti del testo di una canzone. Sul lato corto a ovest, una nicchia (4), contenente una stele con scena di offertorio e testi sacri. Sui lati Anubi-sciacallo e, su quattro registri, riti sulla mummia.

### Annotazioni
1. ↑  La numerazione dei locali e delle pareti segue quella di Porter e Moss 1927, p. 334.
2. ↑  La prima numerazione delle tombe, dalla numero 1 alla 252, risale al 1913 con l'edizione del "Topographical Catalogue of the Private Tombs of Thebes" di Alan Gardiner e Arthur Weigall. Le tombe erano numerate in ordine di scoperta e non geografico; ugualmente in ordine cronologico di scoperta sono le tombe dalla 253 in poi.
3. ↑  I campi della Duat, ovvero l'aldilà egizio, si trovavano, secondo le credenze, proprio sulla riva occidentale del grande fiume.
4. ↑  Nella sua epoca di utilizzo, l'area era nota come "Quella di fronte al suo Signore" (con riferimento alla riva orientale, dove si trovavano le strutture dei Palazzi di residenza dei re e i templi dei principali dei) o, più semplicemente, "Occidente di Tebe".
5. ↑  le Tombe dei Nobili, benché raggruppate in un'unica area, sono di fatto distribuite su più necropoli distinte.
6. ↑  Le note di Gardiner e Weigall, tratte dal "Topographical Catalogue", ed. 1913, terminano con la tomba TT252

### Fonti
1. ↑  Gardiner e Weigall 1913.
2. ↑  Donadoni 1999,  p. 115.
3. 1 2 3  Porter e Moss 1927,  p. 343.
4. ↑  Porter e Moss 1927,  pp. 343-344.